# Кондома (річка)
Ко́ндома — річка у Кемеровській області Росії, ліва притока Тому (басейн Обі).

## Фізіографія
Кондома бере початок у горах хребта Бійська Грива (Північно-Східний Алтай) у Таштагольському районі Кемеровської області поблизу від кордону з Республікою Алтай, на висоті близько 800 м над рівнем моря. Спочатку вона тече на північ, в районі Таштагола повертає на захід і південній захід, але потім знову звертає на північ і впадає у Том у Новокузнецьку (висота близько 200 м над рівнем моря). В нижній течії поблизу гирла русло Кондоми подекуди має до 100 м завширшки, глибину до 2 м і швидкість плину близько 1 м/с. 
Річище Кондоми пролягає через Гірську Шорію — гірську країну між Алтайськими горами та Саянами, яку здавна населяв тюркомовний народ шорців. Назва «Кондома» в перекладі з шорської мови означає «червона річка».
Найзначніша права притока Кондоми — Мундибаш, ліва — Антроп. Існує велика кількість менших приток. 

## Гідрологія
Довжина річки 392 км, площа басейну 8 270 км². Середньорічний стік, виміряний за 73 км від гирла біля села Кузедеєво у 1936–2000 роках, становить 123 м³/с. Багаторічний мінімум стоку спостерігається у лютому (9,5 м³/с), максимум — у травні (539 м³/с). За період спостережень абсолютний мінімум місячного стоку (3,32 м³/с) спостерігався у лютому 1968 року, абсолютний максимум (1370 м³/с) — у травні 1966.
Живлення мішане з переважанням снігового. Кондома замерзає наприкінці жовтня — початку листопада, скресає наприкінці квітня — початку травня.

## Інфраструктура
Кондома несудноплавна, але може використовуватись для лісосплаву.
На Кондомі розташовані міста Таштагол, Калтан, Осинники, Новокузнецьк, смт Мундибаш, селища Кузедеєво, Малиновка. У середній та нижній течії Кондома тече через райони значної господарської активності з розвиненою гірською промисловістю, що негативно впливає на її екологічне становище. Північна частина автодороги і залізниці Новокузнецьк — Таштагол (до смт Мундибаш) пролягає удовж Кондоми по її правому берегу.